# Кнол, Яп
Якоб (Яп) Кнол (нидерл. Jacob "Jaap" Knol; 1 декабря 1896, Эйтгест — 8 октября 1975, Амстердам) — нидерландский легкоатлет, специализировавшийся на метании копья. Пятикратный чемпион Нидерландов, обладатель двух национальных рекордов. Участник летних Олимпийских игр 1928 года, на которых занял 25-е место.

## Биография
Якоб (Яп) Кнол родился 1 декабря 1896 года в деревне Эйтгест в провинции Северная Голландия. Отец — Якоб Кнол, был родом из Ден Хама и работал сотрудником полиции, мать — Эйтье Влитстра, родилась в городе Вонсерадел.
В 1916 году Кнол младший был призван в армию, а через три года женился на 22-летней Жаннетте Марии Катарине Бюри — их брак был зарегистрирован 23 апреля 1919 года в городе Весп. В сентябре того же года у них родилась дочь Корри (мать футболиста Криса Веркайка), а в мае 1925 года появилась на свет дочь Коби.
Яп пошёл по стопам отца и стал полицейским в Амстердаме. Он также был членом «Амстердамского полицейского гимнастического клуба». Выступая именно за этот клуб, Яп в 1923 году выиграл национальный титул в метании копья. В 1925 году Кнол стал двукратным чемпионом Нидерландов. Помимо лёгкой атлетики, Яп играл в футбол за амстердамский клуб «Аякс», выступал за вторую и первую команду клуба.
В 1928 году Яп установил новый национальный рекорд, отправив копье на 54 метра 17 сантиметров. В качестве чемпиона Кнол представлял свою страну на Олимпийских играх в Амстердаме. На Олимпийском стадионе в квалификации он показал результат 52 метра 68 сантиметров, но этого было недостаточно чтобы выйти в финал. В последующие два года Яп также выигрывал титул чемпиона Нидерландов.
В 1932 году рекорд Кнола был побит, однако, год спустя он вернул себе звание рекордсмена, установив при этом личный рекорд — 56 метров 88 сантиметров.
Позже Кнол являлся председателем футбольного клуба ЙОС, базировавшегося в амстердамском районе Ватерграфсмер. При нём тренерскую карьеру начал Ринус Михелс, ставший главным тренером клуба в 1960 году. Яп умер в октябре 1975 года в возрасте 78 лет — его кремация состоялась на кладбища Вестгарде на западе Амстердама.

## Достижения и звания
- Чемпион Нидерландов по лёгкой атлетике: 1923, 1925, 1928, 1929, 1930
- Носитель золотой медали ордена «Оранских-Нассау»[7]
- Почётный президент клуба АСВ ЙОС
- Почётный член полицейского спортивного клуба АПГС

## Рекорды
- 54,17 м — 1928
- 56,88 м — 30 июля 1933 (личный рекорд)